# اریک دمین
اریک دی. دمین  (متولد ۹ فروردین ۱۳۵۹) استاد کانادایی - امریکایی علوم کامپیوتر در دانشگاه ام آی تی می باشد که در کودکی خود به عنوان کودک نابغه شناخته شده است.

## اوایل زندگی و تحصیلات
دمین در هالیفاکس، نوا اسکوشیا، از پدری ریاضیدان و مجسمه ساز به نام مارتین ال. دمین و جودی اندرسون به دنیا آمد. از سن ۷ سالگی به عنوان یک کودک نابغه شناخته شد و زمان زیادی را به همراه پدرش در سفر به نقاط مختلف آمریکای شمالی گذراند. در این مدت، او تحت آموزش در خانه قرار داشت تا اینکه در سن ۱۲ سالگی وارد دانشگاه شد.
دمین مدرک کارشناسی خود را در ۱۴ سالگی از دانشگاه دالهاوزی در کانادا دریافت کرد و دکترای خود را تا سن ۲۰ سالگی در دانشگاه واترلو به پایان رساند. رساله دکترای دمین، که در زمینه اوریگامی محاسباتی بود، تحت راهنمایی آنا لوبیو و ایان مونرو در دانشگاه واترلو تکمیل شد. این پژوهش جایزه مدال طلای فرماندار کل کانادا از دانشگاه واترلو و جایزه دکترای شورای تحقیقات علوم طبیعی و مهندسی کانادا (NSERC) در سال ۲۰۰۳ را به عنوان بهترین رساله دکتری و تحقیق در کانادا دریافت کرد. بخشی از این رساله بعدها در کتاب او با عنوان الگوریتمهای تاکردن هندسی درباره ریاضیات تاکردن کاغذ، که در سال ۲۰۰۷ به همراه جوزف اورک منتشر شد، گنجانده شد.

## دستاورد های حرفه ای
دمین در سال ۲۰۰۱ و در سن ۲۰ سالگی به هیئت علمی مؤسسه فناوری ماساچوست (MIT) پیوست و گفته می‌شود که جوان‌ترین استاد در تاریخ این دانشگاه بوده است. او در سال ۲۰۱۱ به درجه استادی تمام ارتقا یافت. دمین عضو گروه نظریه محاسبات در آزمایشگاه علوم کامپیوتر و هوش مصنوعی MIT است.
آثار هنری اوریگامی ریاضیاتی اریک و مارتین دمین بخشی از نمایشگاه طراحی و ذهن انعطاف‌پذیر در موزه هنر مدرن نیویورک (MoMA) در سال ۲۰۰۸ بودند و اکنون در مجموعه دائمی این موزه قرار دارند. در همان سال، او یکی از هنرمندان برجسته مستند بین تاها بود، یک فیلم بین‌المللی درباره هنرمندان اوریگامی که بعدها از شبکه PBS پخش شد. همچنین، در ارتباط با یک نمایشگاه در سال ۲۰۱۲، سه اثر از اوریگامی‌های منحنی‌دار او و مارتین دمین در مجموعه دائمی گالری رنویک موزه اسمیتسونین نگهداری می‌شود.
دمین از طرفداران مارتین گاردنر بود و در سال ۲۰۰۱ به همراه پدرش، مارتین دمین، و بنیانگذار Gathering 4 Gardner، تام ام. راجرز، یک کتاب یادبود به مناسبت نودمین سالگرد تولد گاردنر ویرایش کرد.

## جوایز و افتخارات
- در سال ۲۰۰۳، دمین موفق به دریافت بورسیه مکآرتور شد که عموماً به عنوان «کمک هزینه نبوغ» شناخته می‌شود.[۱۳]
- در سال ۲۰۱۳، دمین جایزه پرسبرگر EATCS را برای دانشمندان جوان دریافت کرد. در بیانیه این جایزه، دستاوردهای متعددی از جمله کارهای او بر روی مسئله «قاعده نجار»، برش لولایی، ساختارهای داده جمع پیشوندی، تحلیل رقابتی درختان جستجوی دودویی، مینورهای گراف و اوریگامی محاسباتی ذکر شده بود.[۱۴] در همان سال، او موفق به دریافت بورسیه از بنیاد یادبود جان سایمون گوگنهایم شد.[۱۵]
- او در سال ۲۰۱۵ به همراه همکارانش فئودور فومین، محمدتقی حاجی‌آقایی و دیمیتریوس تیلیکوس، برنده جایزه نرود برای تحقیقاتش در زمینه «دوبعدی‌بودن» شد. این پژوهش شامل توسعه تکنیک‌هایی برای طراحی الگوریتم‌های پارامتر ثابت دقیق و همچنین الگوریتم‌های تقریبی برای حل دسته‌ای از مسائل الگوریتمی روی گراف‌ها بود.[۱۶]
- در سال ۲۰۱۶، او به عنوان همکار انجمن ماشین‌های محاسباتی (ACM) انتخاب شد.[۱۷] همچنین در سال ۲۰۱۷، کالج بارد به او دکترای افتخاری اعطا کرد.[۱۸]